# Romstjärnen (Västervåla socken, Västmanland)
Romstjärnen är en sjö i Fagersta kommun i Västmanland och ingår i Norrströms huvudavrinningsområde. Sjön är 5 meter djup, har en yta på 0,0616 kvadratkilometer och befinner sig 101,6 meter över havet.

## Delavrinningsområde
Romstjärnen ingår i det delavrinningsområde (663653-150391) som SMHI kallar för Utloppet av Stora Kedjen. Medelhöjden är 125 meter över havet och ytan är 53,89 kvadratkilometer. Räknas de 3 avrinningsområdena uppströms in blir den ackumulerade arean 101,28 kvadratkilometer. Gisslarboån som avvattnar avrinningsområdet har biflödesordning 4, vilket innebär att vattnet flödar genom totalt 4 vattendrag innan det når havet efter 196 kilometer. Avrinningsområdet består mestadels av skog (81 procent). Avrinningsområdet har 4,58 kvadratkilometer vattenytor vilket ger det en sjöprocent på 8,5 procent.